# Station Karasuma Oike
Station Karasuma Oike (烏丸御池駅, Karasuma Oike-eki) is een metrostation in de wijk Nakagyō-ku in de Japanse stad Kyoto. Het wordt aangedaan door de Karasuma-lijn en de Tōzai-lijn. Het station heeft in totaal vier sporen, gelegen aan twee eilandperrons. Doordat de lijnen elkaar kruisen, hebben deze elk haar eigen perrons.

## Treindienst

### Metro van Kioto
Het station heeft het nummer K08.
| 1 | ■ Karasuma-lijn | richting Kioto en Takeda          |
| 2 | ■ Karasuma-lijn | richting Kitaōji en Kokusaikaikan |

Het station heeft het nummer T13.
| 1 | ■ Tōzai-lijn | richting Nijō en Uzumasa Tenjingawa      |
| 2 | ■ Tōzai-lijn | richting Misasagi, Yamashina en Rokujizō |

## Geschiedenis
Het station werd in 1981 geopend als het station Oike. In 1997 werd de naam veranderd in Karasuma Oike.

## Overig openbaar vervoer
Bussen 15, 51, 61, 62, 63, 65, 67 en 101.

## Stationsomgeving
Het gebied rondom het station wordt gekenmerkt door kantoren, hotels en sinds kort ook veel winkels en restaurants.
- Shinfūkan (multifunctioneel complex)
- Activiteitencentrum voor vouwen van Kioto
- Kioto Cultuurmuseum
- Hoofdkantoor van Nichicon
- Hoofdkantoor van Yoshichū
- Dependance van Sekisui House (woningcorporatie)
- Dependance van NTT West
- Kioto Mangamuseum
- Mikane-schrijn
- Lawson
- Circle-K
- 7-Eleven
- Sunkus
- FamilyMart
- McDonald's
- Kyoto Garden Hotel
- Hotel Gimmond Kyoto
- Hearton Hotel Kyoto
- Mitsui Garden Hotel Kyoto
- Hotel Monterey Kyoto
- Karasuma-dōri

Kokusaikaikan · Matsugasaki · Kitayama · Kitaōji · Kuramaguchi · Imadegawa · Marutamachi · Karasuma Oike · Shijō · Gojō · Kyoto · Kujō · Jūjō · Kuinabashi · Takeda (>> doorgaande lijnen via de Kintetsu Kyoto-lijn)
Rokujizō · Ishida · Daigo · Ono · Nagitsuji · Higashino · Yamashina · Misasagi · Keage · Higashiyama · Sanjō Keihan · Kyoto Shiyakusho-mae · Karasuma Oike · Nijōjō-mae · Nijō · Nishiōji Oike · Uzumasa Tenjingawa